# Lorenzo del Pino Morales
Lorenzo del Pino, també conegut com a Loren, (Sevilla, 17 de juny de 1974) és un futbolista andalús, que ocupa la posició de davanter.

## Trajectòria esportiva
Es va formar al planter del Sevilla FC, passant pels diversos equips, així com per l'Utrera, vinculat al conjunt sevillista. Debuta amb el primer equip a la temporada 96/97, marcant 4 gols en 12 partits. A l'any següent, amb el Sevilla a Segona Divisió, juga 21 partits i marca dos gols.
L'estiu de 1998 marxa a l'Atlètic de Madrid, combinant les aparicions entre el filial i el primer equip. Retorna al Sevilla la temporada 99/00. En aquesta nova etapa hi romandria dos anys, un a Primera i l'altre a Segona, però sense comptar massa en cap dels dos.
Entre el 2001 i el 2003 va militar a les files de l'Elx CF, tot sumant 17 partits amb la samarreta il·licitana.